# Hôtel Martin de La Bastide
L'hôtel Martin de La Bastide est un hôtel particulier situé à Limoges dans le département de la Haute-Vienne en région Nouvelle-Aquitaine.

## Historique
La façade sur la cour d'entrée est inscrite au titre des monuments historiques par arrêté du 5 mai 1947.